# Céphale et Procris ou L’amour conjugal
Céphale et Procris ou l’Amour conjugal ist eine Ballettoper (Originalbezeichnung: „Ballet-héroïque“) in drei Akten des französischen Komponisten André-Ernest-Modeste Grétry. Das Libretto stammt von Jean-François Marmontel und basiert auf einer Erzählung aus dem siebten Buch der Metamorphosen von Ovid. Die Uraufführung fand am 30. Dezember 1773 im Theater im Schloss Versailles statt. Gewidmet wurde das Werk dem Chevalier de Luxembourg.

## Handlung

### Erster Akt
Die Nymphe Procris diente einst der Göttin Diana. Nachdem sie sich in den Jäger Céphale verliebt hat, verlässt sie Diana. Unglücklicherweise hat sich auch Aurora, die Göttin der Morgenröte, in Céphale verliebt. Diese schmiedet nun Pläne zur Ausschaltung ihrer Rivalin. Sie verkleidet sich als Wahrsagerin und prophezeit Céphale, er würde ein Rache-Instrument Dianas werden und letztlich Procris ermorden. Um diesem Schicksal zu entgehen, hält er sich von Procris fern.

### Zweiter Akt
Céphale hält sich im Palast der Göttin Aurore auf. Diese verspricht ihm ein Leben in Glück und Freude an ihrer Seite. Allerdings kann sie damit nicht wie erhofft die Liebe von Céphale zu Procris erschüttern.

### Dritter Akt
An einem verlassenen Ort inmitten eines Waldes befindet sich die von Eifersucht geplagte Procris, die fürchtet, Céphale habe sie verlassen. Zufällig ist dieser am selben Ort auf einem Jagdausflug. Procris versteckt sich im Unterholz, um ihn zu beobachten. Céphale nimmt Geräusche aus dem Unterholz war und vermutet dort ein Beutetier, auf das er einen Pfeil abschießt. Dabei erschießt er unwissentlich seine Geliebte. Die Prophezeiung von Dianas Rache scheint sich somit erfüllt zu haben, und Auroras Plan scheint aufgegangen zu sein. In dieser Lage steigt nun der Liebesgott Amor aus dem Götterhimmel herab, erweckt Procris wieder zum Leben und verspricht dem glücklichen Paar die Unsterblichkeit.

## Weitere Anmerkungen

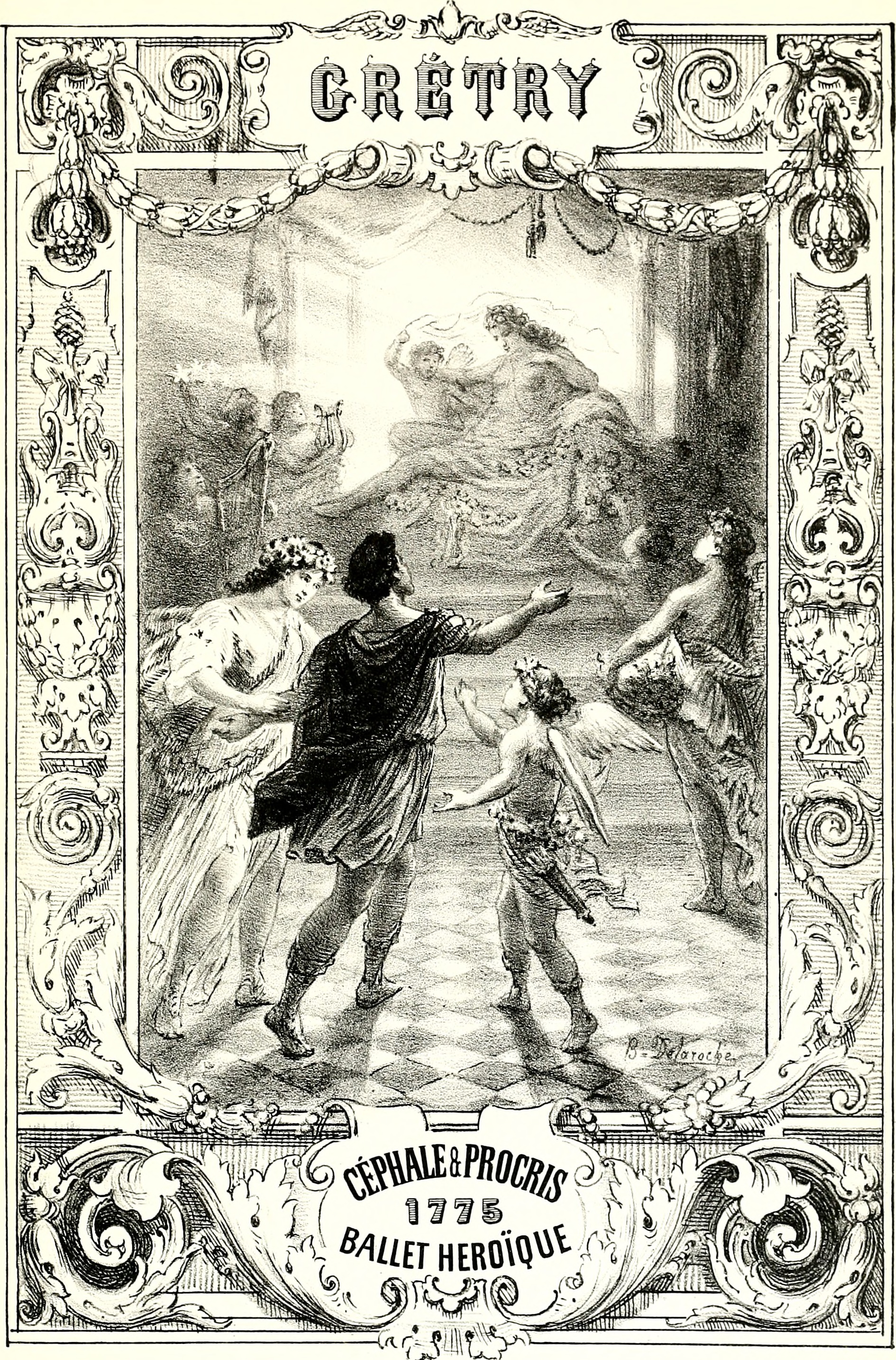
Titelblatt des Klavierauszugs von 1882

Bei der Uraufführung am 30. Dezember 1773 im Theater von Schloss Versailles sangen unter anderem Rosalie Levasseur (Procris) und Rosalie Duplant (Diane). Sie war ein Teil des Rahmenprogramms anlässlich der Vermählung des Grafen von Artois, einem Enkel des amtierenden Königs Ludwig XV., der später als Karl X. selbst König werden sollte, mit Maria Theresia von Savoyen. Allerdings kam das Werk nicht gut bei der königlichen Gesellschaft an. Man empfand die Musik als „zu modern“. Das lag auch daran, dass Grétry, einem Trend der Zeit folgend, mehr italienische Opernelemente auf Kosten der bekannten französischen Spielart verwendete. Nachdem die Oper auch bei weiteren Aufführungen mehr oder weniger durchfiel, wurde sie vom Komponisten in den Jahren 1775 und 1777 umgestaltet.
Die Pariser Premiere war am 2. Mai 1775. Dort gab es zunächst ein Dutzend Aufführungen mit Rosalie Levasseur und Henri Larrivée in den Titelrollen sowie den Tänzern Maximilien Gardel, Gaetano Vestris und Jean Dauberval. Bei der Wiederaufnahme 1777 wurde sie immerhin 26 Mal gespielt. Trotz der originalen Bezeichnung „Ballet-héroïque“ steht das Werk der Tragédie lyrique näher. Die Oper gehört heute nicht zum Standardrepertoire der Opernhäuser und wird kaum noch gespielt.

## CD-Einspielung und Neuinszenierung
Im Jahr 2009 wurde die Oper am Originalschauplatz der Uraufführung im Schlosstheater von Versailles nach zwei Jahrhunderten wieder aufgeführt. Ein Mitschnitt wurde 2010 vom Label Ricercar als Doppel-CD mit 59 Tracks veröffentlicht. Unter der Leitung von Guy Van Waas sangen und musizierten: Pierre-Yves Pruvot, Katia Velletaz, Isabelle Cals, der Chœur de Chambre de Namur und das Instrumentalensemble Les Agrémens. Von einzelnen Ballettnummern gibt es Tonträgeraufnahmen aus den Jahren 1955 und 2001.

## Digitalisate
- Céphale et Procris: Noten und Audiodateien im International Music Score Library Project
- Manuskript der Partitur (1773). Digitalisat bei Gallica
- Partitur, Paris 1775. Digitalisat bei Gallica
- Libretto (französisch), Paris 1775. Digitalisat bei Gallica
- Libretto (französisch), Paris 1777. Digitalisat bei Gallica
- François-Auguste Gevaert: Klavierauszug, Paris 1882. Digitalisat im Internet Archive